# Pozancos (Aguilar de Campoo)
Pozancos ist ein spanischer Ort in der Provinz Palencia der Autonomen Gemeinschaft Kastilien und León. Die ehemals selbständige Gemeinde kam in den 1970er Jahren zu Aguilar de Campoo. Pozancos befindet sich fünf Kilometer südlich vom Hauptort der Gemeinde.

## Sehenswürdigkeiten

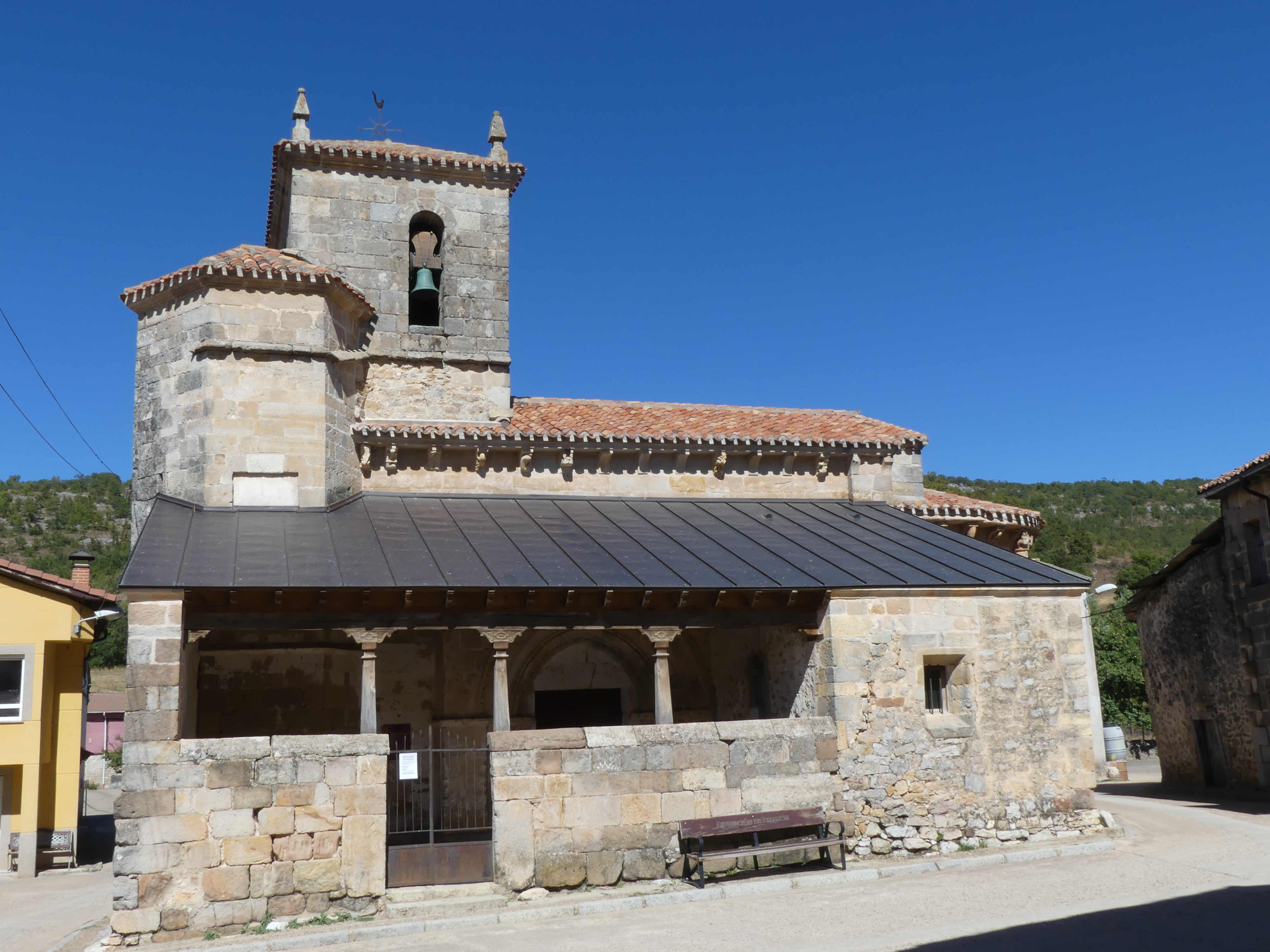
Kirche San Salvador

- Kirche San Salvador, ursprünglich romanischer Bau aus dem 12. Jahrhundert, der im 17./18. Jahrhundert stark verändert wurde. Die Kirche wurde 1993 als Baudenkmal (Bien de Interés Cultural) klassifiziert.
- Casa Consistorial (ehemaliges Rathaus)
- Waschhaus (lavadero)